# Bife

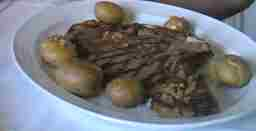
Um bife grelhado com batatas a murro.

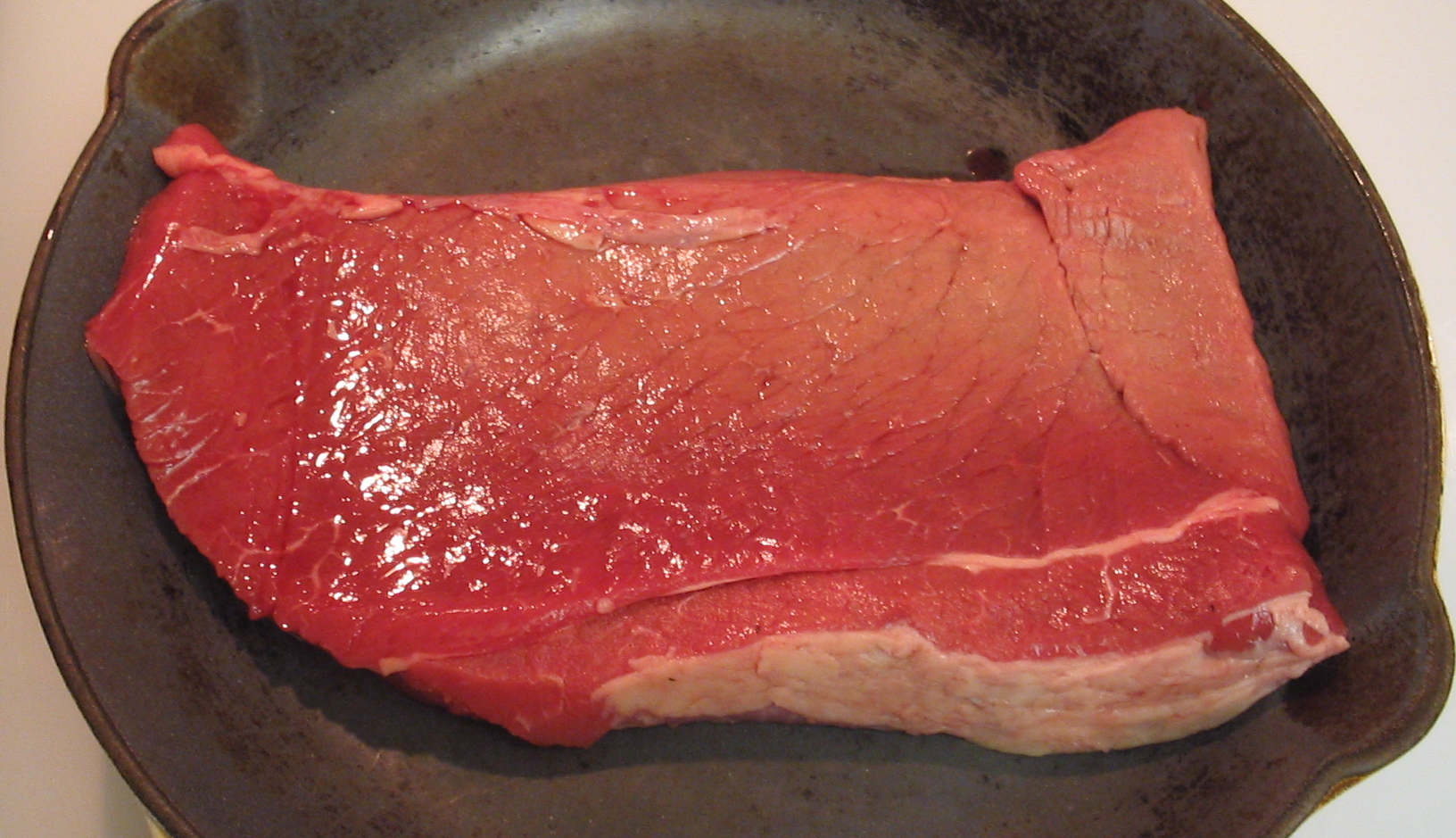
Um bife cru.

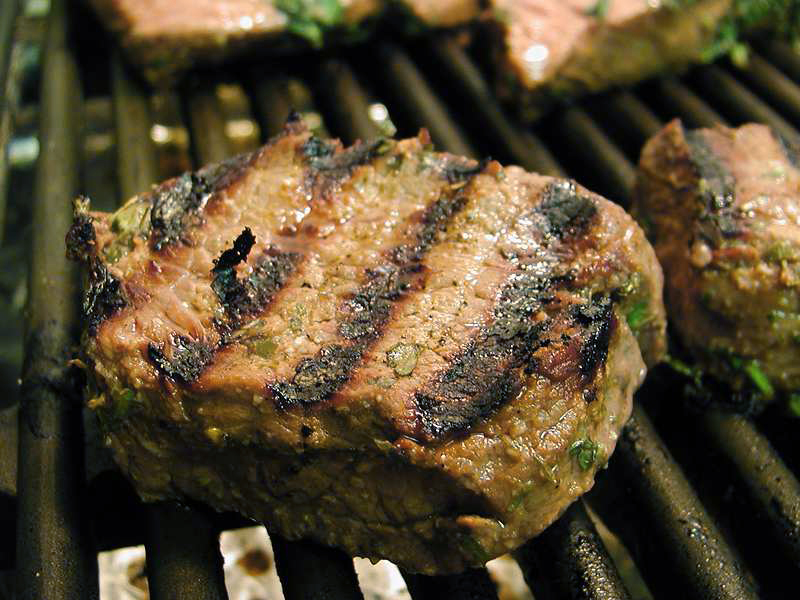
Um bife na grelha.

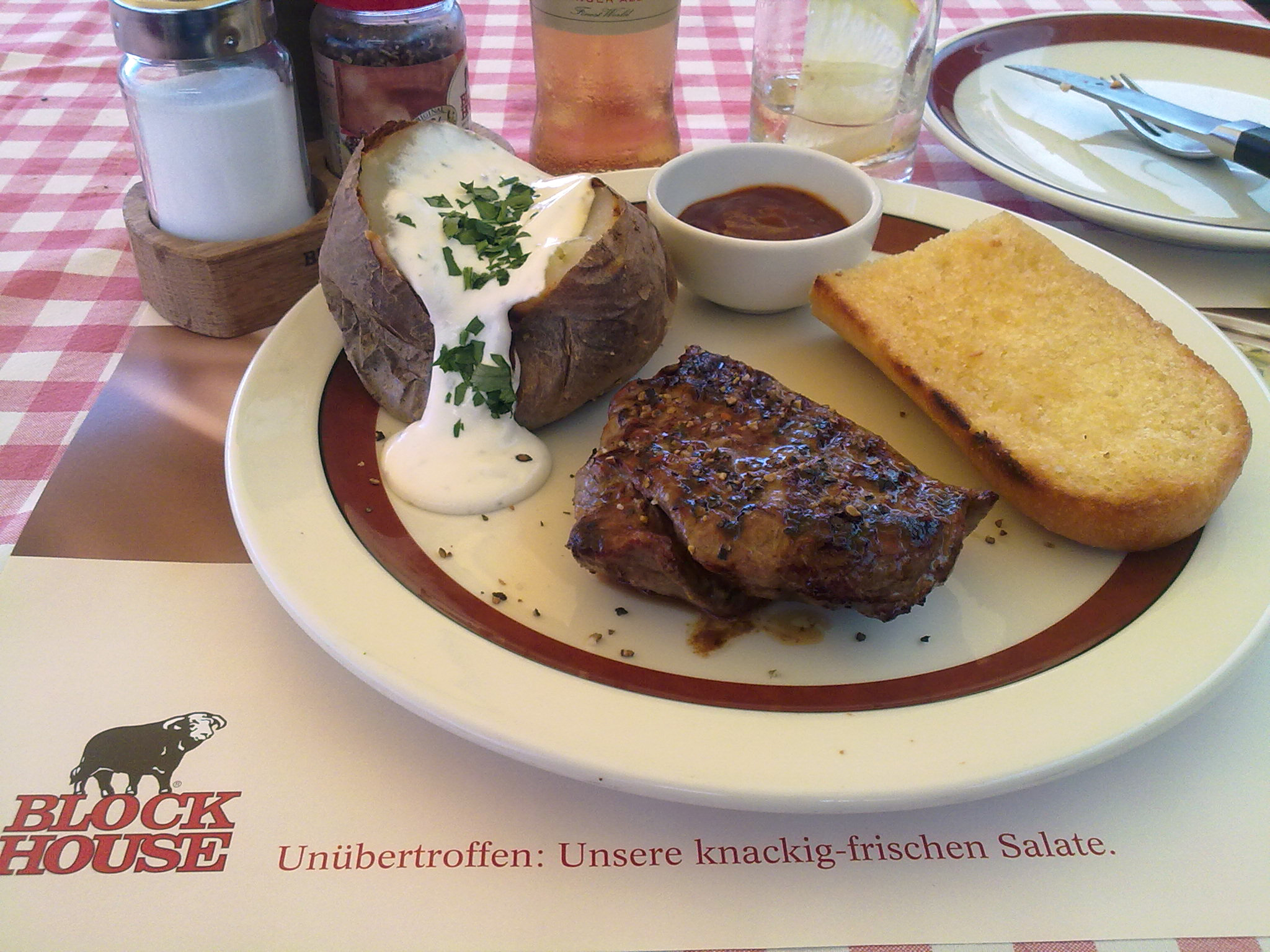
Bife grelhado com batata assada e natas.

Um bife ou escalope é uma designação comumente utilizada para uma peça de carne frita ou grelhada, geralmente cortada como uma fatia. A sua espessura e comprimento podem variar consoante o tipo de carne e a receita que se utiliza para a confecção.
Em Portugal, existem inúmeras receitas de bifes, como por exemplo o Bife à Portuguesa, o Bife à Marrare, o Bitoque, para citar apenas algumas. Normalmente são receitas que utilizam carne de bovino. É frequente encontrar em restaurantes designações referindo-se ao tipo específico da peça de carne de bovino, como por exemplo bife do lombo, bife da vazia, bife da alcatra, bife do acém, bife do pojadouro e bife do cachaço.
Na Bélgica é comum ver nas ementas dos restaurantes uma selecção de bifes grelhados, onde são discriminados os tipos de carne (geralmente de bovino ou de cavalo (o cavalo apenas em alguns sítios, como Vilvoorde)) e os tipos de molhos que os complementam. 
Nos Estados Unidos existem cadeias de restaurantes ditos steakhouses, especializados na confecção de bifes, geralmente de tamanho grande. São em grande parte bifes de carne de bovino grelhados, complementados por acompanhamentos tipicamente americanos, como batatas assadas com molho. As batatas fritas são também um acompanhamento comum.

## Grau de cozedura
A preparação dos bifes pode ser feita com diferentes graus de cozedura, passando pelo mal passado e pelo bem passado, quer sejam fritos, grelhados ou preparados de outra forma.
| Português       | Alemão        | Inglês      | Francês   | Espanhol                       |
| --------------- | ------------- | ----------- | --------- | ------------------------------ |
| cru, quase cru  | blau, roh     | rare        | bleu      | muy poco hecho/vuelta y vuelta |
| mal passado     | blutig        | medium rare | saignant  | muy poco hecho                 |
| médio, ao ponto | medium        | medium      | à point   | al punto                       |
| bem passado     | durchgebraten | well done   | bien cuit | muy hecho/bien hecho           |

## Nutrição
O bife comum é grelhado em conjunto com óleo de soja (mais comum) ou azeite de oliva. Por ser uma carne, possui grandes quantidades de proteínas, além de zinco, ferro e cobalamina. O bife, em muitos dos diversos pratos, é grelhado com rodelas de cebolas, que dão um quê a mais no prato.

## Imagens

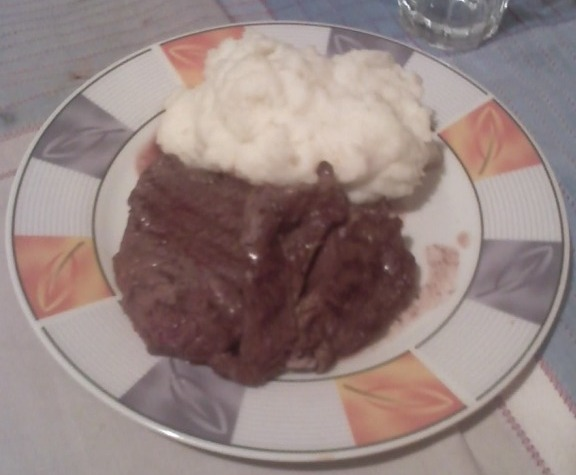
Com puré
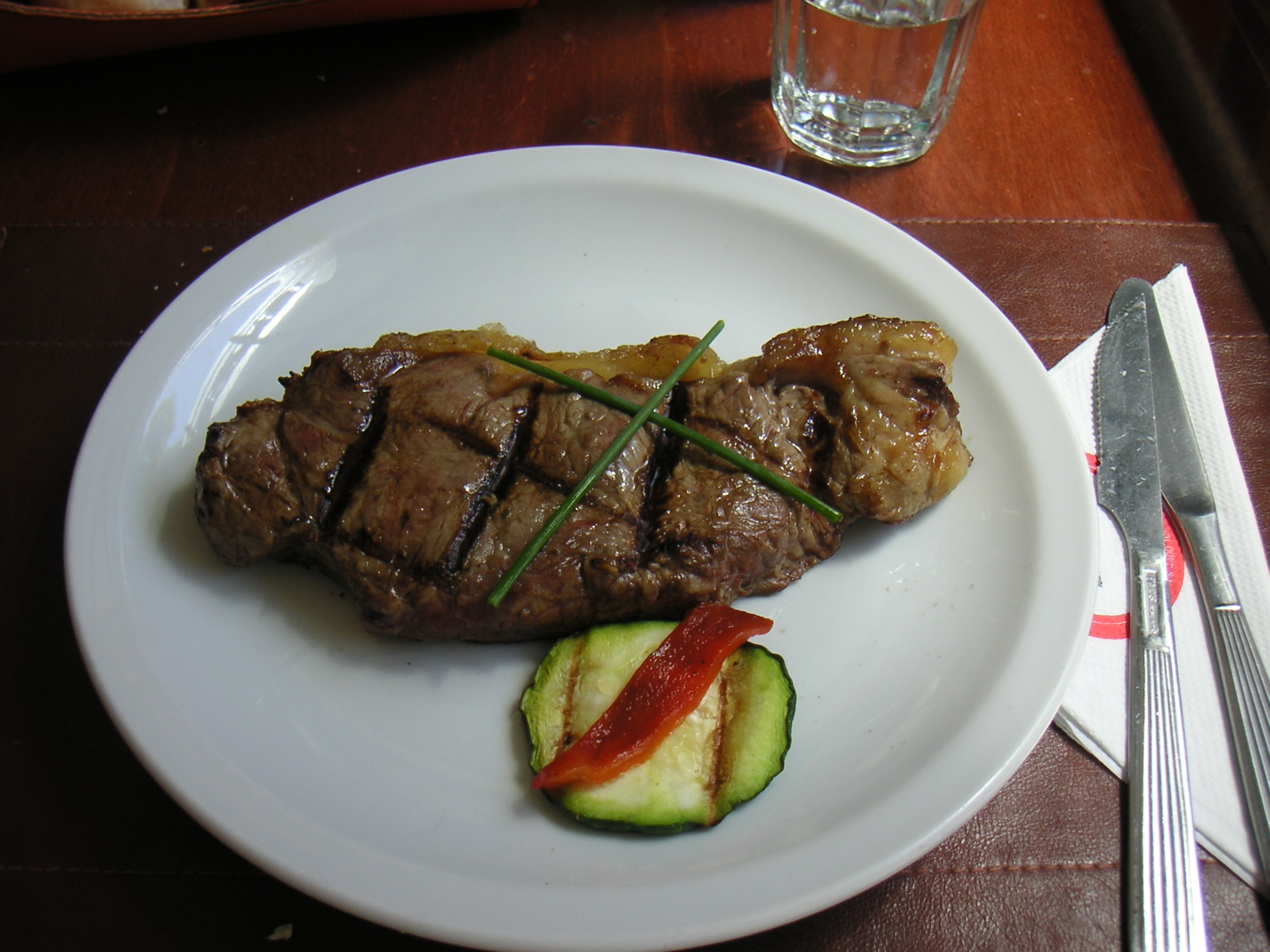
De chouriço
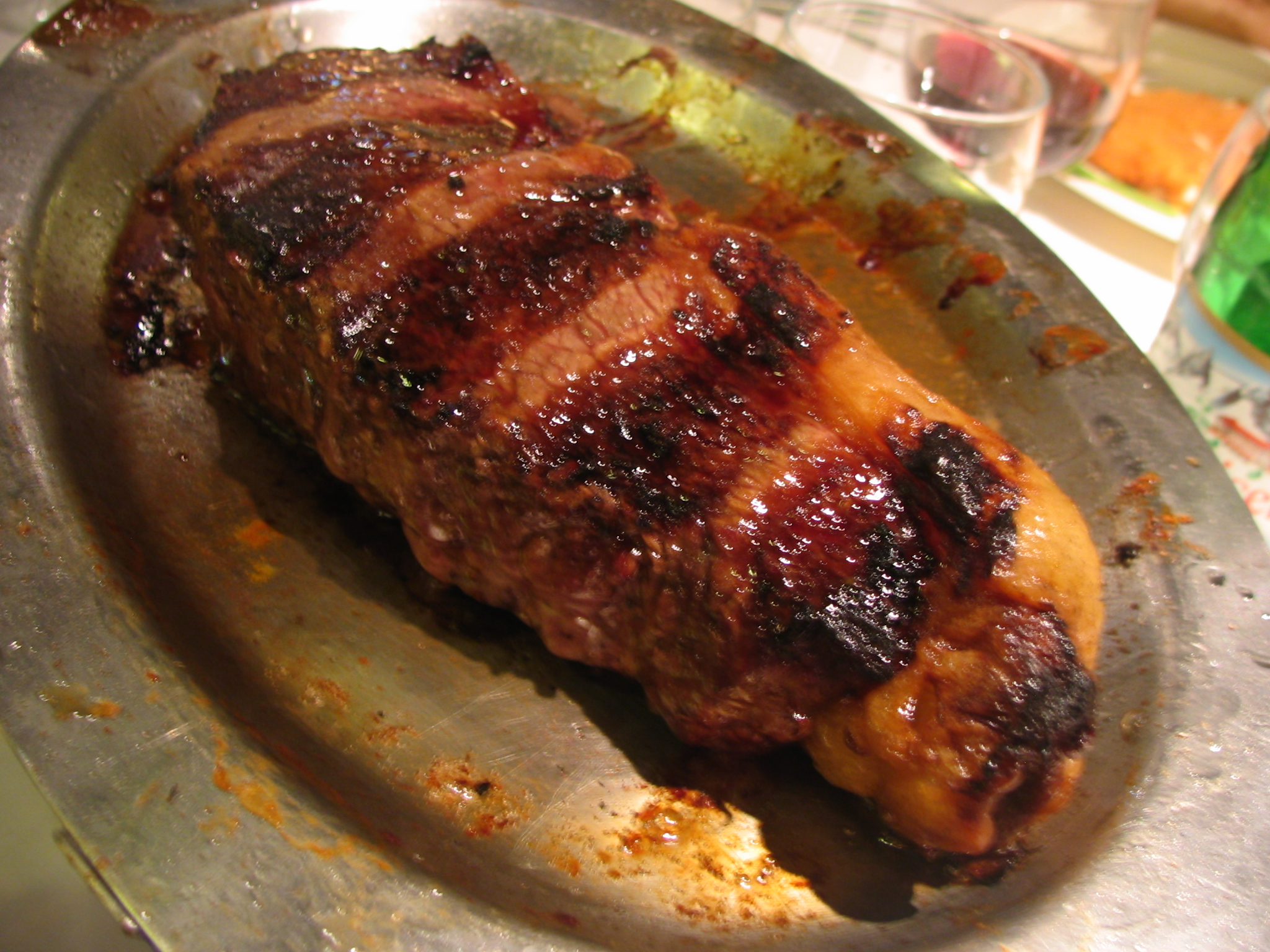
De chouriço
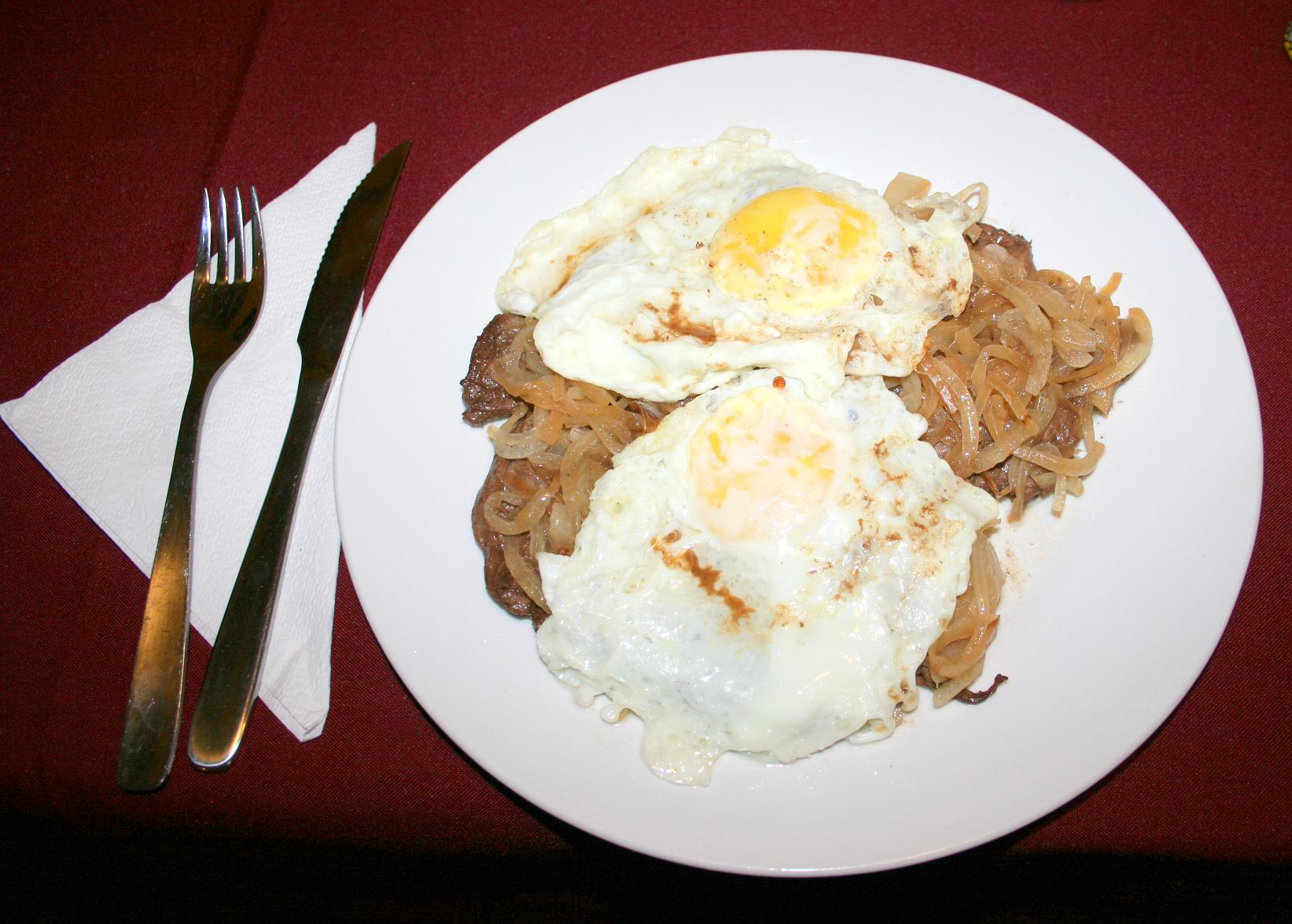
Com ovos
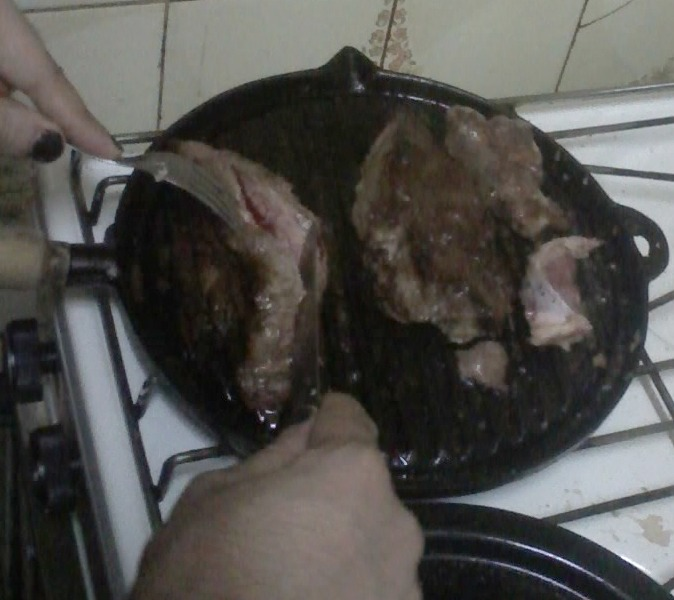
Argentino
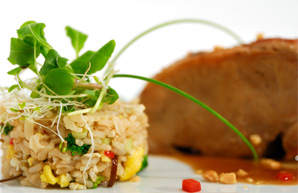
De porco
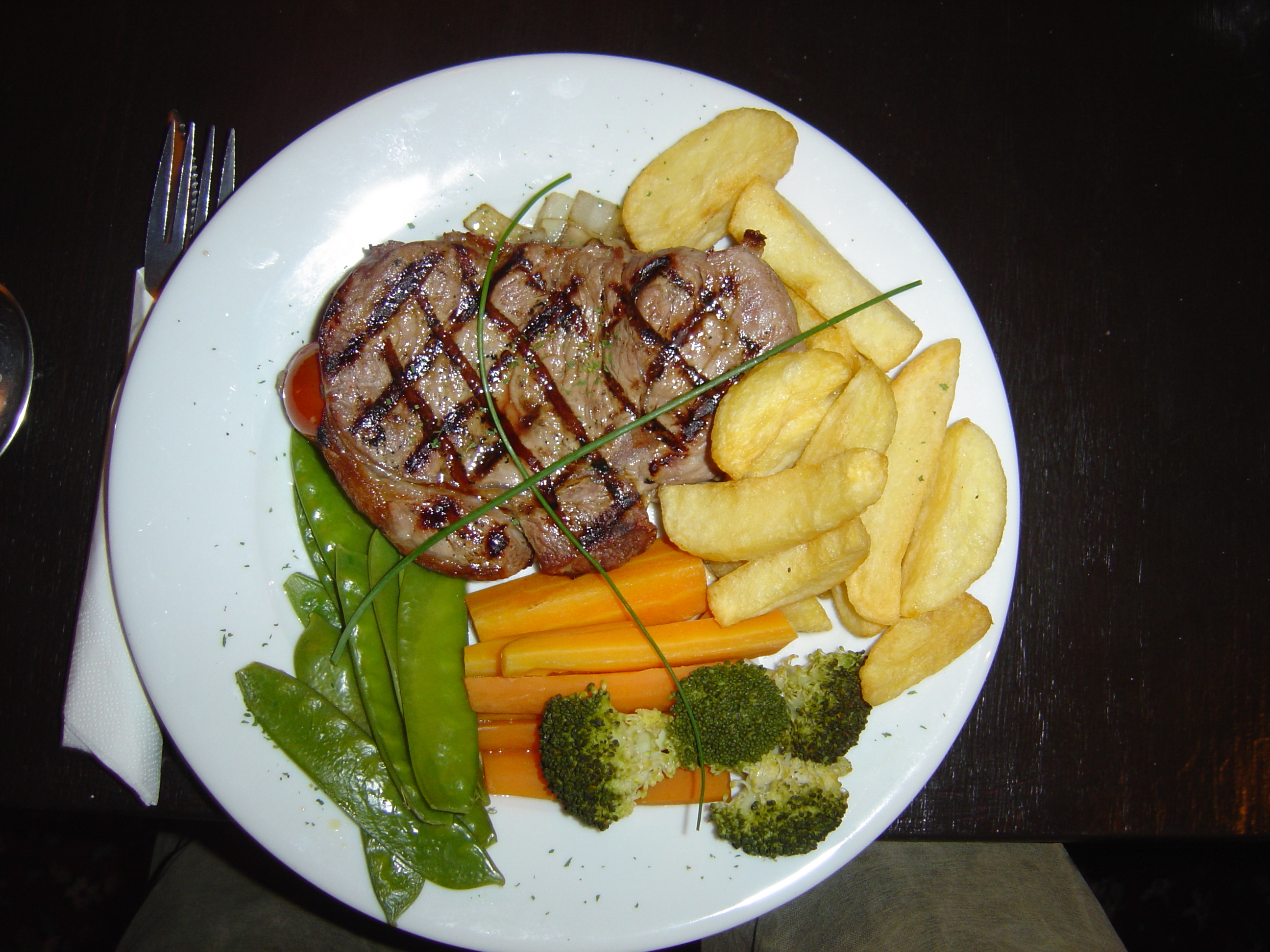
Do lombo
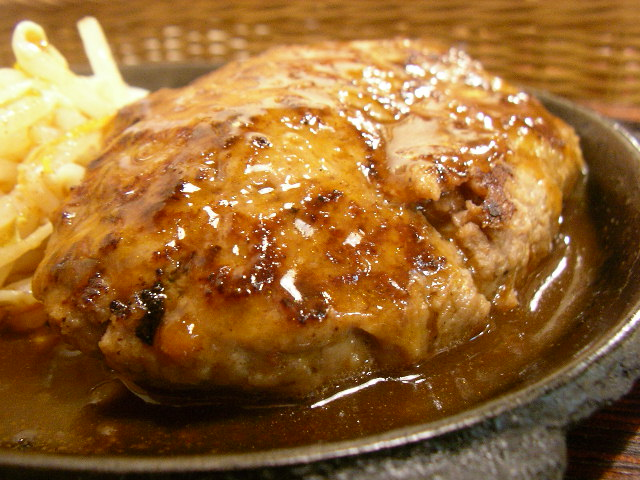
de Hambúrguer
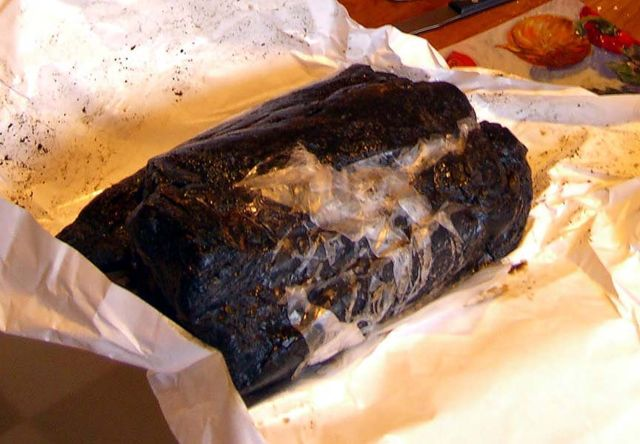
Fred
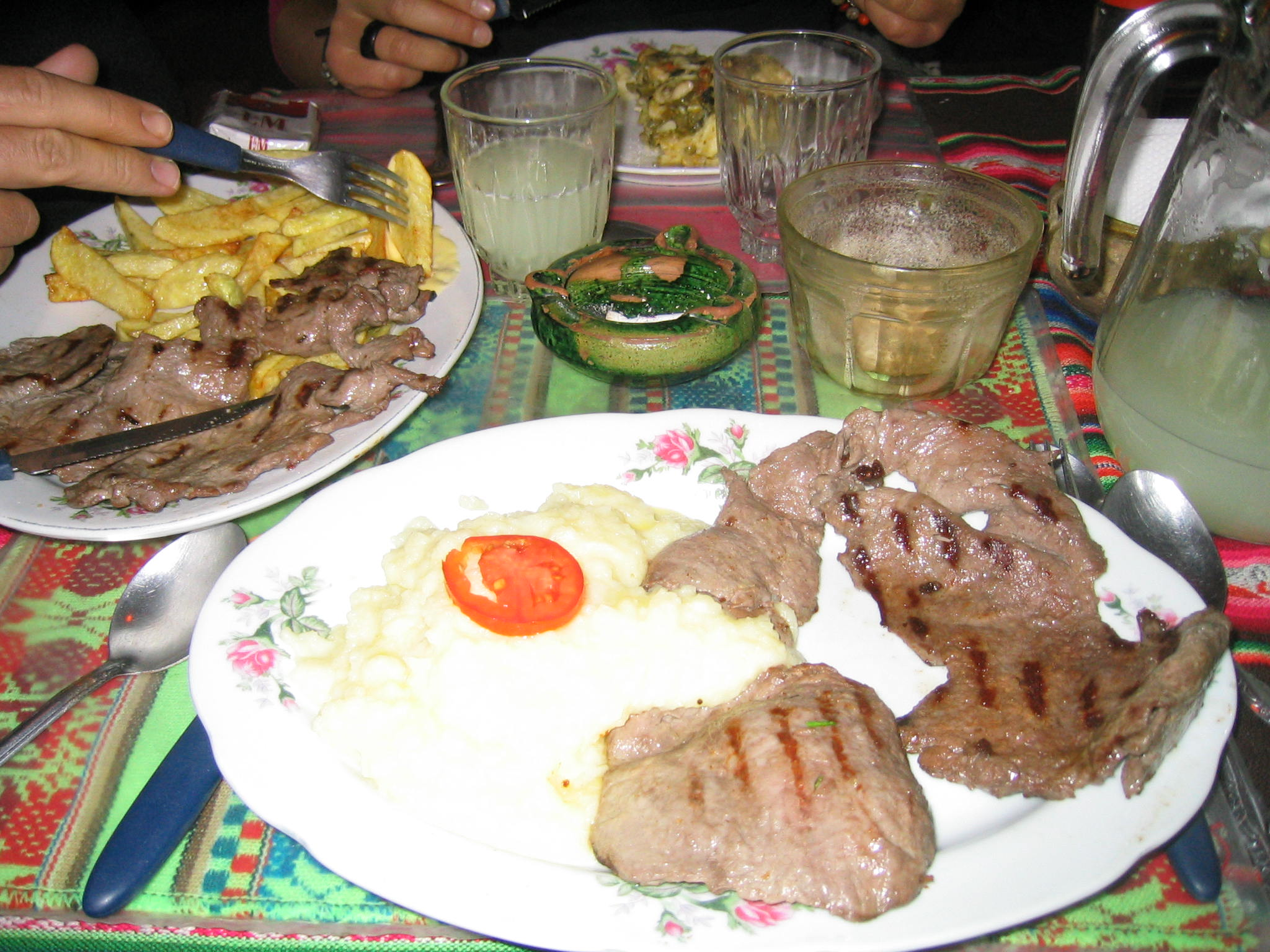
De lhama
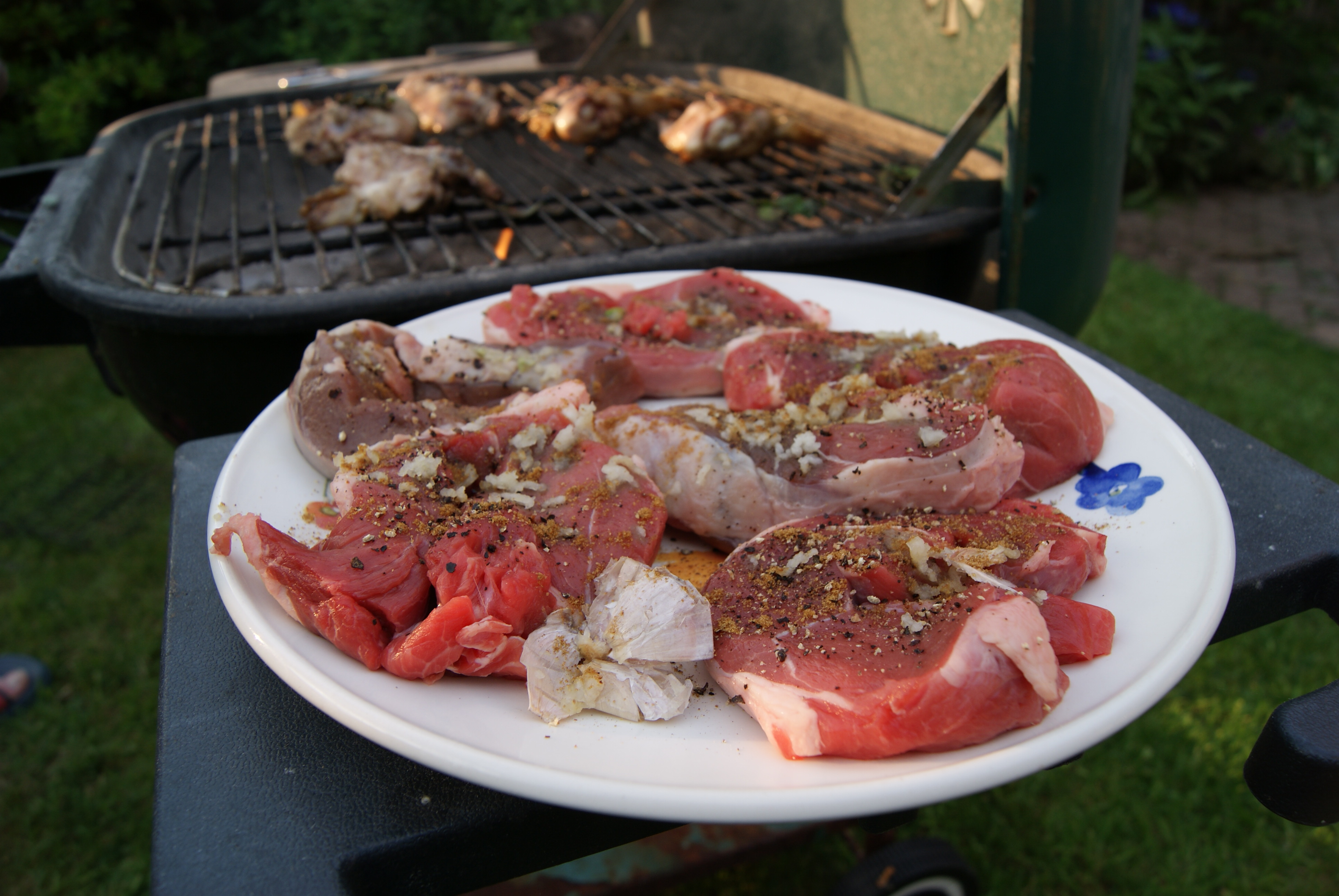
De borrego
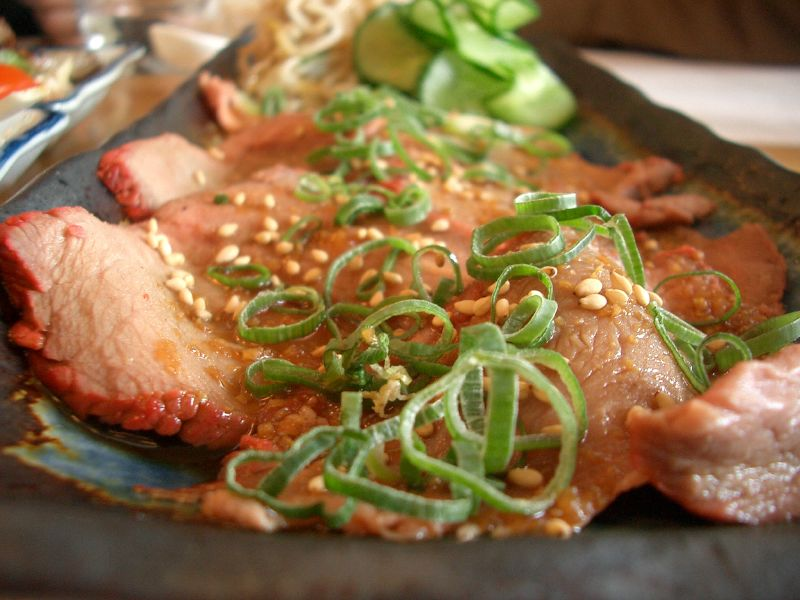
Japonês
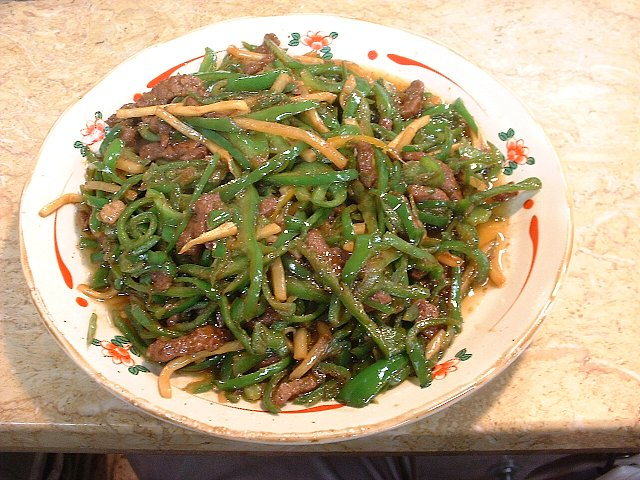
De pimenta
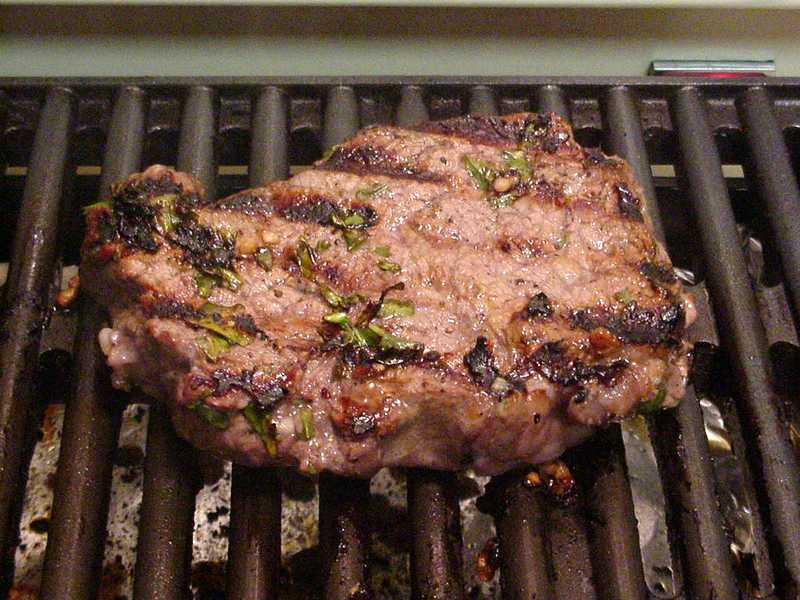
Marinado
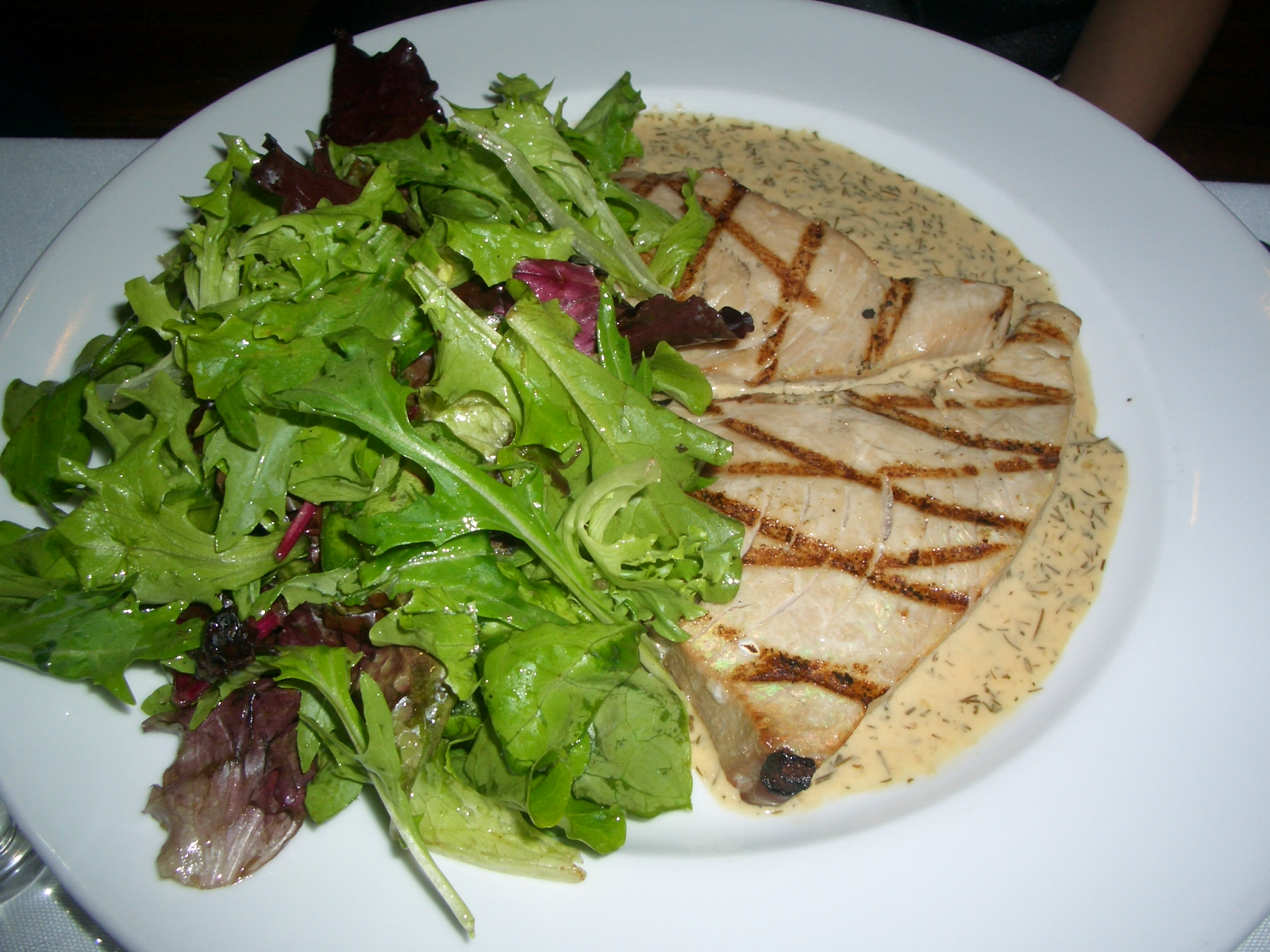
De atum